# 東江テレビ中継局
東江テレビ中継局（あがりえテレビちゅうけいきょく）は沖縄県名護市東江（所在地住所は字名護）にあるテレビの中継局。
また、わずか約1km南の字数久田（すくた）にある数久田テレビ中継局も合わせて紹介する。

## 概要
地形的などでテレビ放送の受信がよくない名護市中心部の一部をカバーするため、2000年に沖縄米軍基地所在市町村に関する懇談会（島田懇談会）による関連事業（北部地域難視聴解消事業）の一環として設置された。当中継局設置前は豊見城市にある親局（NHK豊見城放送所・RBC・QAB嘉数放送所）または今帰仁村の乙羽岳にある今帰仁テレビ・FM中継局のいずれかを受信しており（どちらかといえば大半が後者で、前者は少ない）、設置後も当中継局を受信せずに今帰仁中継局を受信しているところもある。

### 設置場所
- 名護市字名護山川原6115（オリオンビール名護工場南の裏山）

（この辺り一帯は1989年に住居表示実施で「字名護」から現在の「東江」となったが、中継局の設置場所は住宅地から離れているため除外されている。場所的には東江2丁目と3丁目に面している）

### 放送エリア
- 名護市東江と宮里の一部

（実際東江と宮里の間に城・港・大南・大中・大西・大東があるが、その6地域の各一部もエリアに含まれている）

## 放送送信設備

### 地上デジタルテレビジョン放送送信設備
| ID | 放送局名           | 物理 チャンネル | 空中線 電力 | ERP   | 放送対象地域 | 放送区域 内世帯数 | 開局日         |
| -- | ------------------ | --------------- | ----------- | ----- | ------------ | ----------------- | -------------- |
| 1  | NHK 沖縄総合       | 20              | 100mW       | 370mW | 沖縄県       | 約11,900世帯      | 2010年 12月1日 |
| 2  | NHK 沖縄教育       | 19              | 100mW       | 370mW | 全国         | 約11,900世帯      | 2010年 12月1日 |
| 3  | RBC 琉球放送       | 21              | 100mW       | 370mW | 沖縄県       | 約11,900世帯      | 2010年 12月1日 |
| 5  | QAB 琉球朝日放送   | 23              | 100mW       | 370mW | 沖縄県       | 約11,900世帯      | 2010年 12月1日 |
| 8  | OTV 沖縄テレビ放送 | 22              | 100mW       | 370mW | 沖縄県       | 約11,900世帯      | 2010年 12月1日 |

- 当中継局への電波が親局から直接か、今帰仁中継局経由かは不明。
- 地上デジタル放送は、2010年10月19日に予備免許交付、11月30日に本免許交付。なお、当初は2009年に放送開始予定だったが、2010年12月1日に延期された。
- 放送エリアは、名護市東江・城・名護・大中・大西・大南・港・宮里の各地区の一部
- 参考リンク
- 東江を含むデジタル中継局に予備免許交付
- 東江を含むデジタル中継局に本免許交付

### 地上アナログテレビジョン放送送信設備
| チャンネル | 放送局名           | 空中線 電力       | ERP               | 放送対象地域 | 放送区域 内世帯数 |
| ---------- | ------------------ | ----------------- | ----------------- | ------------ | ----------------- |
| 44         | NHK 沖縄総合       | 映像1W /音声250mW | 映像5W /音声1.25W | 沖縄県       | 約800世帯         |
| 46         | NHK 沖縄教育       | 映像1W /音声250mW | 映像5W /音声1.25W | 全国         | 約800世帯         |
| 48         | RBC 琉球放送       | 映像1W /音声250mW | 映像5W /音声1.25W | 沖縄県       | 約800世帯         |
| 50         | OTV 沖縄テレビ放送 | 映像1W /音声250mW | 映像5W /音声1.25W | 沖縄県       | 約800世帯         |
| 52         | QAB 琉球朝日放送   | 映像1W /音声250mW | 映像5W /音声1.25W | 沖縄県       | 約800世帯         |

- 2000年2月9日に予備免許交付、3月27日に本免許交付で、同日から本放送開始、2011年7月24日を以って廃局。

## 数久田テレビ中継局

### 概要
沿岸部ながら周辺部が山に覆われ、テレビ放送の受信がよくない数久田や北隣の世富慶（よふけ）をカバーするために、東江テレビ中継局と同じく2000年に沖縄米軍基地所在市町村に関する懇談会（島田懇談会）による関連事業（北部地域難視聴解消事業）の一環として設置された。
- 設置場所・名護市字数久田佐安原382-1
- 放送エリア・名護市世富慶と数久田

### 地上デジタルテレビジョン放送送信設備
| ID | 放送局名           | 物理 チャンネル | 空中線電力 | ERP   | 放送対象地域 | 放送区域 内世帯数 | 開局日         |
| -- | ------------------ | --------------- | ---------- | ----- | ------------ | ----------------- | -------------- |
| 1  | NHK 沖縄総合       | 45              | 10mW       | 18W   | 沖縄県       | 666世帯           | 2010年12月10日 |
| 2  | NHK 沖縄教育       | 36              | 10mW       | 18.5W | 全国         | 666世帯           | 2010年12月10日 |
| 3  | RBC 琉球放送       | 47              | 10mW       | 17.5W | 沖縄県       | 666世帯           | 2010年12月10日 |
| 5  | QAB 琉球朝日放送   | 51              | 10mW       | 17.5W | 沖縄県       | 666世帯           | 2010年12月10日 |
| 8  | OTV 沖縄テレビ放送 | 49              | 10mW       | 17.5W | 沖縄県       | 666世帯           | 2010年12月10日 |

- 2010年11月5日に予備免許交付、12月9日に本免許交付。
- 放送エリアは、名護市数久田地区の一部。

### 地上アナログテレビジョン放送送信設備
| チャンネル | 放送局名           | 空中線 電力         | ERP                  | 放送対象地域 | 放送区域 内世帯数 |
| ---------- | ------------------ | ------------------- | -------------------- | ------------ | ----------------- |
| 54         | NHK 沖縄総合       | 映像100mW /音声25mW | 映像650mW /音声160mW | 沖縄県       | 約600世帯         |
| 56         | NHK >沖縄教育      | 映像100mW /音声25mW | 映像650mW /音声160mW | 全国         | 約600世帯         |
| 58         | RBC 琉球放送       | 映像100mW /音声25mW | 映像650mW /音声160mW | 沖縄県       | 約600世帯         |
| 60         | OTV 沖縄テレビ放送 | 映像100mW /音声25mW | 映像650mW /音声160mW | 沖縄県       | 約600世帯         |
| 62         | QAB 琉球朝日放送   | 映像100mW /音声25mW | 映像650mW /音声160mW | 沖縄県       | 約600世帯         |

- 2000年2月9日に予備免許交付、3月27日に本免許交付で、同日から本放送開始、2011年7月24日を以って廃局。